# Стрілянина в Дагестані (2024)
Стрілянина в Дагестані — серія нападів невідомих озброєних людей на працівників російської поліції та цивільне населення у Дербенті та Махачкалі, двох найбільших містах Республіки Дагестан.

## Жертви
Число жертв сягнуло щонайменше 24 особи, 46 осіб поранено. За даними місцевої влади, було вбито 5 нападників. Один із загибилих Микола Котельников — керівник православного храму в Махачкалі.

## Перебіг подій
23 червня 2024 року увечері у двох містах Дагестану та інших частинах регіону сталися напади. Невідомі обстріляли та підпалили синагогу в Дербенті і два православних храми в Дербенті та Махачкалі. Зокрема, було скоєно напад на храм Покрови пресвятої Богородиці РПЦ на вулиці Леніна та синагогу Келе-Нумаз на вулиці Таги-Заді. Нападники вели обстріл із автоматів, у синагозі почалася сильна пожежа, загасити яку вдалося вночі, коли синагога у Дербенті майже повністю згоріла. Інша стрілянина відбулася й поряд зі Свято-Успенським кафедральним собором на вулиці Орджонікідзе в Махачкалі.
Місцева поліція заявляла, що в православному храмі в Кіровському районі Махачкали тримали 40 заручників, але це виявилося неправдою. За три години після нападу бої тривали, у регіоні з'явилася броньована техніка.
Також сталася стрілянина на російсько-грузинському кордоні в районі окупованої Росією Абхазії біля річки Псоу з жертвами та пораненими. Також невідомі обстріляли машину з поліцейськими у центрі села Сергокали неподалік Дербента. Окрім цього, постріли лунали близ Нового Афона (Грузія, територія окупованого регіону Абхазія), де щонайменше одну особу було поранено.
О 18:00 за місцевим часом у Дербенті невідомі обстріляли храми з автоматичної зброї, за даними місцевої влади, вбито 66-річного священника РПЦ. Водночас невідомі атакували і столицю регіону Махачкалу. На вулиці Єрмошкіна озброєні люди обстріляли пост ДПС. Стрільці в Дербенті засіли в будівлі поблизу ресторану «Хаял», силовики оточили район.
До пізнього вечора в містах тривала стрілянина, оголосили режим контртерористичної операції. Вранці режим скасували.
25 червня у Махачкалі знову сталася стрілянина, місцева поліція перекрила центр міста і розшукувала двох озброєних людей.

## Розслідування
На думку аналітиків Інституту вивчення війни (ISW), атаку провело північно-кавказьке відділення ІДІЛ під назвою «Вілаят Кавказ». 23 червня російська філія Al-Azaim Media (ресурс організації «Вілаят Хорасан») опублікувала заяву з привітанням «братів з Кавказу» за демонстрацію того, на що вони здатні.
Член правління Національної асоціації юристів РФ Руслан Нагієв заявив, що брати Омарови були прихильниками такфіризму — радикальної й забороненої в рф ісламістської течії єгипетського штибу, яка виступає проти християн та юдеїв, а також тих мусульман, які вступили в змову з «невірними».
Слідчий комітет порушив кримінальну справу за статтями про теракт, незаконне зберігання та розкрадання вогнепальної зброї. У Дагестані оголошено триденну жалобу.
За даними місцевої влади, вбиті нападники були синами та племінником голови Сергокалинського району Дагестану Магомеда Омарова. Останнього затримали й допитали, а згодом виключили з путінської партії «Єдина Росія». На допиті Омаров заявив, що впродовж кількох років знав, що його діти та племінник ваххабіти, прихильники радикальної течії в ісламі, суть якої полягає в очищенні ісламу від впливу інших релігійних вірувань, культурних, етнічних та інших особливостей тих чи інших мусульманських народів.
Депутат Держдуми від Дагестану Гаджиєв заявив, наче за нападами стоять спецслужби України і НАТО.

## Нападники
1. Алі Закаригаєв — племінник Омарова. До 2021 року він очолював районне відділення партії «Справедлива Росія», його посмертно виключили з партії[19].
2. Осман Омаров — син Магомеда Омарова, 31 рік. 2012 року працював на Дербентському коньячному комбінаті, потім у місцевій філії «Сбербанку». З 2017 року розводив велику рогату худобу, займався будівельним бізнесом, володів кафе «Лимонад» і мав зв'язки з Туреччиною.
3. Аділь Омаров — син Магомеда Омарова, 37 років. Закінчив юридичний факультет Дагестанського університету та займався вільною боротьбою, працював у компанії з монтажу систем водопостачання.
4. Абдусамад Амадзієв — 32 роки, колишній співробітник місцевої газорозподільної компанії.
5. Гаджимурад Кагіров — 28 років. Майстер спорту з вільної боротьби, вихованець школи Абдулманапа Нурмагомедова та боєць клубу його сина Хабіба Eagles MMA. За кар'єру в MMA він встиг провести два бої.